# Erkin Tuyakov
Erkin Tuyakov es un deportista kazajo que compitió en judo. Ganó una medalla de plata en el Campeonato Asiático de Judo de 2001, en la categoría abierta.

## Palmarés internacional
| Campeonato Asiático | Campeonato Asiático   | Campeonato Asiático | Campeonato Asiático |
| Año                 | Lugar                 | Medalla             | Categoría           |
| ------------------- | --------------------- | ------------------- | ------------------- |
| 2001                | Ulán Bator (Mongolia) | Medalla de plata    | Abierta             |